# Asiochaoboridae
Asiochaoboridae — вимерла родина двокрилих комах, що відома з юрського періоду.
Чотири види описані у 1990 році з юрських відкладень Китаю.
- родина: Asiochaoboridae
  - рід: Asiochaoborus
    - вид: Asiochaoborus tenuous Hong & Wang, 1990

  - рід: Chaoboropsis
    - вид: Chaoboropsis longipedalis Hong & Wang, 1990

  - рід: Sinochaoborus
    - вид: Sinochaoborus dividus Hong & Wang, 1990

  - рід: Sunochaoborus
    - вид: Sunochaoborus laiyangensis Hong & Wang, 1990